# CTAN
CTAN (シータン、 Comprehensive TeX Archive Network) は  TeX  に関連するファイルやソフトウェアを収集したウェブサイト、及びその集合体である。
1992年に構築が行われ、1993年に公開された。
CTANをモデルにCPANは構築されている。

## オリジナルのCTAN
カッコ内は所在地である。
- ctan.org (アメリカ合衆国)
- www.tex.ac.uk (イギリス)
- www.dante.de (ドイツ)

## ミラーサイト
CTAN には中心的なウェブサイトが1つあって、これが CTAN の扱うデータを管理しているが、アクセスの集中を避けるために多くのサイトがそのデータを同期してユーザーが問題なくファイルやソフトウェアをダウンロードできるようにしている。

### 海外
- mirror.ctan.org

### 日本国内
- 北陸先端科学技術大学院大学 (JAIST), ftp.jaist.ac.jp/pub/CTAN/
- KDDI研究所, ftp.kddilabs.jp/CTAN/
- 会津大学, ftp.u-aizu.ac.jp/pub/tex/CTAN/
- 山形大学, ftp.yz.yamagata-u.ac.jp/pub/CTAN/
- 奈良先端科学技術大学院大学 (NAIST), ftp.naist.jp/pub/CTAN/
- 理化学研究所, ftp.riken.jp/tex-archive/

## 類似サイト
- CPAN
- CRAN
- en:CEAN